# Tamaulipas
Tamaulipas és un dels 31 estats de Mèxic. Limita al sud amb Veracruz, al sud-est amb San Luis Potosí, a l'oest amb Nuevo León a l'est amb el Golf de Mèxic i al nord amb l'estat nord-americà de Texas. La principal aglomeració de l'estat és la de Tampico-Ciudad Madero-Altamira, al sud de l'estat, si bé la capital és Ciudad Victoria, més al nord.
L'estat va pertànyer a la província de Nou Santander (Nuevo Santander, en castellà) durant l'època colonial, sota la jurisdicció de la Nova Espanya. Amb la independència es va constituir com a estat de la federació. El 1840, quan la constitució federal va ser suprimida pel president Antonio López de Santa Anna, limitant l'autonomia dels estats, aquest estat va declarar la independència de Mèxic i va formar, per poc més de 250 dies, l'efímera República del Río Grande amb els estats de Nuevo León i Coahuila. No obstant això, els exèrcits centralistes van sufocar la rebel·lió i els estats es van reincorporar Mèxic. Anys després, i per les mateixes raons, Nuevo León volia rebel·lar-se i crear, amb Tamaulipas i Coahuila, la República de la Sierra Madre. Amb la restauració del federalisme, els estats van romandre dintre de la Unió.
La principal activitat econòmica de l'estat és el comerç. L'estat té 15 punts fronterers amb els Estats Units, dels quals Nuevo Laredo és el més important (el 28% del tràfic comercial del NAFTA es realitza a través d'aquesta ciutat) i és el pont internacional més actiu de tot el món. A més, hi ha dos ports marítims importants, Tampico i Altamira; el primer (a la riba nord de la desembocadura del riu Pánuco) està centrat en els productes petrolífers (compta amb una important refineria de PEMEX), mentre que el segon està més abocat al comerç de productes manufacturats. En total, Tamaulipas mou el 30% de tot el comerç internacional de Mèxic.